# Federación de Gimnasia de Azerbaiyán
Federación de Gimnasia de Azerbaiyán (en azerí: Azərbaycan Gimnastika Federasiyası) es el organismo nacional de gimnasia en Azerbaiyán. 

## Historia
La Federación de Gimnasia de Azerbaiyán fue fundada en 1994. En el mismo año, se convirtió en miembro de la Federación Internacional de Gimnasia. En 1996 fue miembro de la Unión Europea de Gimnasia. 
El 7 de octubre de 2002 la Federación de Gimnasia de Azerbaiyán se reorganizó. La primera dama y primera vicepresidenta de Azerbaiyán, Mehriban Aliyeva, se convirtió en la Presidenta de la Federación de Gimnasia de Azerbaiyán.
La federación fue seleccionada como la "Federación de 2009" por el Ministerio de Juventud y Deportes de Azerbaiyán en diciembre de 2009. El Comité Olímpico Nacional de Azerbaiyán otorgó al presidente de la federación, Mehriban Aliyeva, la nominación de "Mejor figura deportiva de 2014" en diciembre de 2014. En marzo de 2015 la Federación de Gimnasia de Azerbaiyán ocupó el tercer lugar por la FIG por sus actividades para el año de 2014. La presidenta de la federación, Mehriban Aliyeva, recibió la Orden Heydar Aliyev,  y el vicepresidente de la federación, Altay Hasanov recibió la Orden Shohrat en junio de 2015 por sus actividades durante los Juegos Europeos de Bakú 2015.
La Federación de Gimnasia de Azerbaiyán ha encabezado la lista de clasificación de la Federación Internacional de Gimnasia de las “Federaciones meritorias”.
El 25 de enero de 2021, en el 11º Pleno de la Federación, Mehriban Aliyeva fue reelegida presidenta de la federación.

## Disciplinas y equipos
1. Gimnasia artística: Selección nacional de gimnasia artística masculina y selección nacional de gimnasia artística femenina
2. Gimnasia rítmica: Selección nacional de gimnasia rítmica
3. Gimnasia en trampolín: Selección nacional de gimnasia en trampolín
4. Gimnasia aeróbica: Selección nacional de gimnasia aeróbica
5. Gimnasia acrobática: Selección nacional de gimnasia acrobática
6. Gimnasia para todos